# Xiangshui (köpinghuvudort i Kina, Hainan Sheng, lat 18,59, long 109,61)
Xiangshui är en köpinghuvudort i Kina. Den ligger i provinsen Hainan, i den södra delen av landet, omkring 180 kilometer sydväst om provinshuvudstaden Haikou. Antalet invånare är 11 915. Befolkningen består av 5 531 kvinnor och 6 384 män. Barn under 15 år utgör 19,0 %, vuxna 15-64 år 73 %, och äldre över 65 år 7,0 %.
Runt Xiangshui är det ganska tätbefolkat, med 134 invånare per kvadratkilometer. Närmaste större samhälle är Baocheng, 10,6 km nordost om Xiangshui. Omgivningarna runt Xiangshui är en mosaik av jordbruksmark och naturlig växtlighet.
Genomsnittlig årsnederbörd är 2 305 millimeter. Den regnigaste månaden är juli, med i genomsnitt 380 mm nederbörd, och den torraste är januari, med 15 mm nederbörd.